# 蒙巴薩島

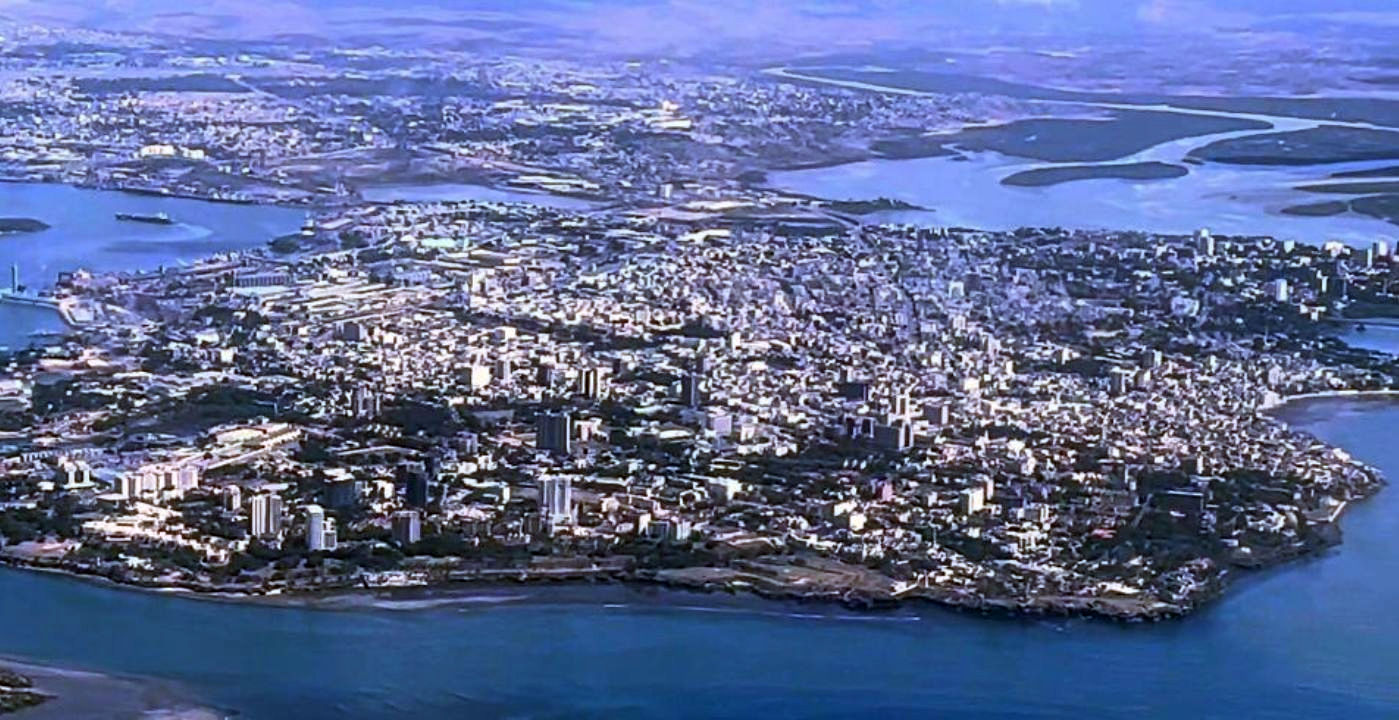

蒙巴薩島（Mombasa Island）是東非國家肯亞的島嶼，位於該國南部的印度洋，長5公里、寬3公里，面積約14.1平方公里，最高點海拔高度5米，島上城市有蒙巴薩，1999年人口146,334。
4°03′S 39°40′E / 4.050°S 39.667°E